# Émile Lenoble
Pour les articles homonymes, voir Lenoble.
Émile Lenoble, est un céramiste français né le 24 novembre 1875 à Paris (2e) et mort le 14 août 1940 à Morgat, commune de Crozon (Finistère).

## Biographie
Emile Lenoble grandit à Choisy-le-Roi, où ses parents tiennent un petit atelier de broderie industrielle. Il fréquente le lycée Jean-Baptiste-Say. À l'âge de 18 ans, il commence ses études à l'École nationale supérieure des arts décoratifs de Paris. À partir de 1897, il travaille pendant sept ans comme dessinateur à la faïencerie Loebnitz avec Hippolyte Boulenger, où il découvre la fabrication de faïence et d'émail. En 1904, il décide de devenir céramiste et devient l'élève du sculpteur et céramiste Ernest Chaplet dans son atelier de Choisy-de-Roi. En 1899, il acquiert un lien de parenté avec lui car il épouse la petite-fille de sa deuxième femme.
Après la mort de Chaplet, survenue en 1909 Lenoble installe son propre atelier à Choisy-le-Roi. Cette période de son travail est interrompue en 1914 par la Première Guerre mondiale durant laquelle il est fait prisonnier et interné à Senne jusqu'à la fin du conflit.
Emile Lenoble était ami avec des artistes tels que Jacques-Émile Ruhlmann, Pierre-Paul Montagnac, Georges Bastard et Félix Boutreux.
Il décède en 1940 dans sa villa de Morgat en Bretagne.
Son fils Jacques Lenoble (1902-1967) est également céramiste.

## Expositions et salons
En décembre 1905, il expose avec Chaplet à la galerie Georges Petit.
Il présente des œuvres de la période 1918-1925 à l'Exposition Internationale des Arts Décoratifs et industriels modernes de Paris de 1925, et y reçoit un Grand prix.

## Œuvre
En 1904, Émile Lenoble aborde la technique du "grand feu" auprès d'Ernest Chaplet à Choisy-le-Roi. Jusqu'en 1909, année de la mort de Chaplet, il réalise deux types de céramiques, des pièces décorées dans le style de l'art grec et, suivant la tradition japonaise, des œuvres en faïence émaillée. Contrairement à Chaplet, qui travaillait la porcelaine, Lenoble choisit le grès. Les vases et pots de Lenoble sont fabriqués sur un tour de potier. Il mélange parfois l'argile avec du kaolin . En 1905, il reçoit une commande pour un service de table à la grecque de 500 pièces que l'historien de l'art français Théodore Reinach lui commande pour sa Villa Kérylos à Beaulieu-sur-Mer.
Il travaille seul et développe son style personnel dans lequel les décorations de ses pièces s'inspirent de l'art celtique et moyen-oriental. De 1909 à 1914, il crée des œuvres aux lignes plus claires et d'une grande variété de couleurs. Il réalise sur ses pièces bulbeuses des décorations en marqueterie avec des lignes ondulées, des spirales ou des ornements végétaux, qu'il grave dans une épaisse couche d'engobe blanc recouverte ensuite d'une couche transparente.
De 1918 à 1925, l'œuvre de Lenoble est dominée par l'influence asiatique. Son ami, le peintre et collectionneur d'art oriental Henri Rivière, lui avait fait découvrir la céramique chinoise de la période Song et la céramique coréenne avec ses propres couleurs. Il met alors au point une gamme d'émaux bleus et vert céladon pour parer ses céramiques.
La dernière période créative de l'artiste est influencée par l'art africain. À partir de 1927, Lenoble remplace progressivement les motifs floraux des années 1920 par un répertoire sobre de motifs géométriques. Il essaye de reproduire l'apparence des sculptures en bois africaines.
La littérature place ses premières œuvres dans le style Art Nouveau et ses œuvres ultérieures dans le style Art Déco.

## Collections publiques
Des exemples de son œuvre se trouvent au Musée d'Orsay, au Musée des Arts Décoratifs, à l' Art Institute of Chicago et au Metropolitan Museum of Art , musée d'Art moderne de Troyes.

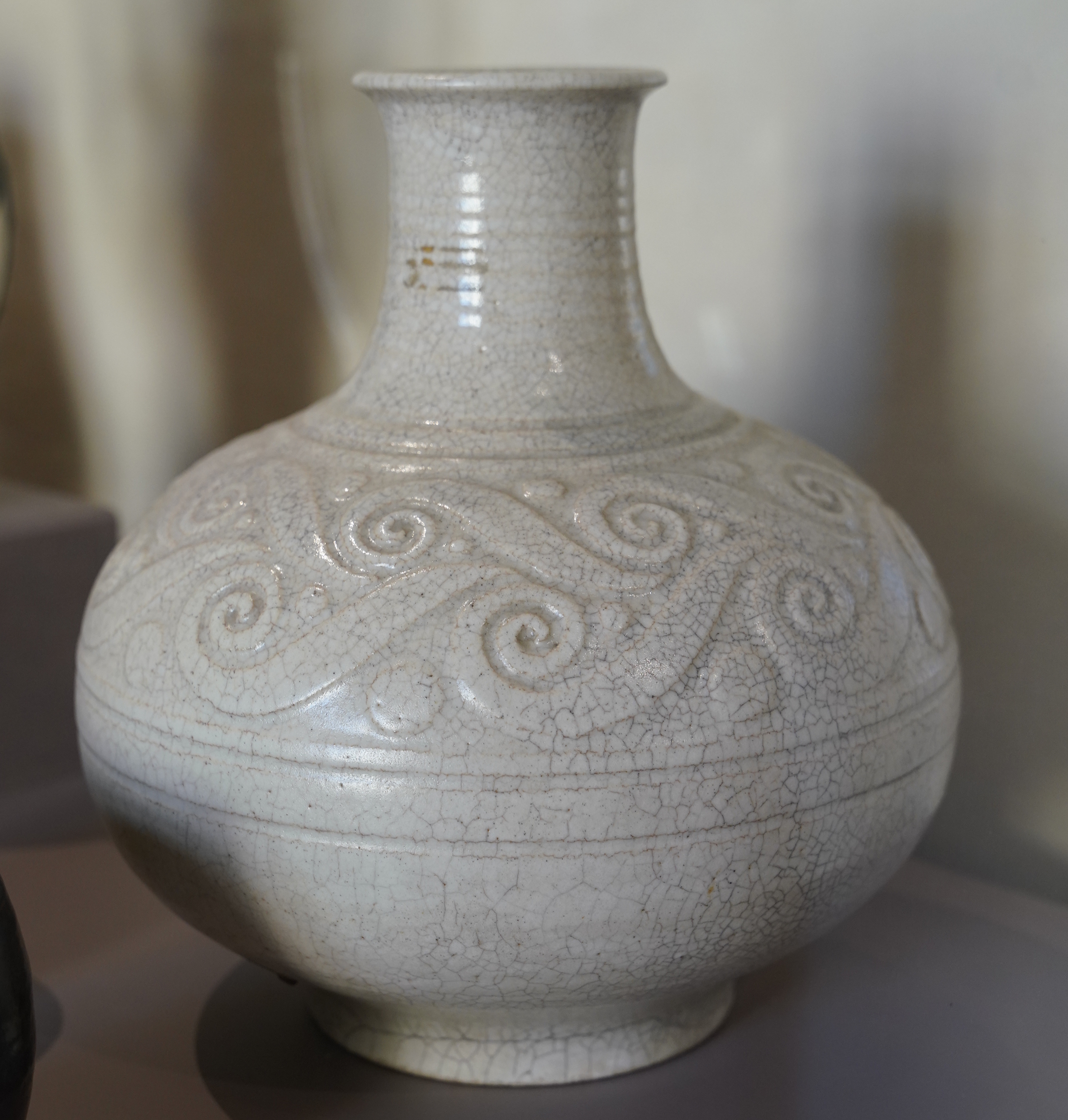
Vase à décor de frise, Troyes.
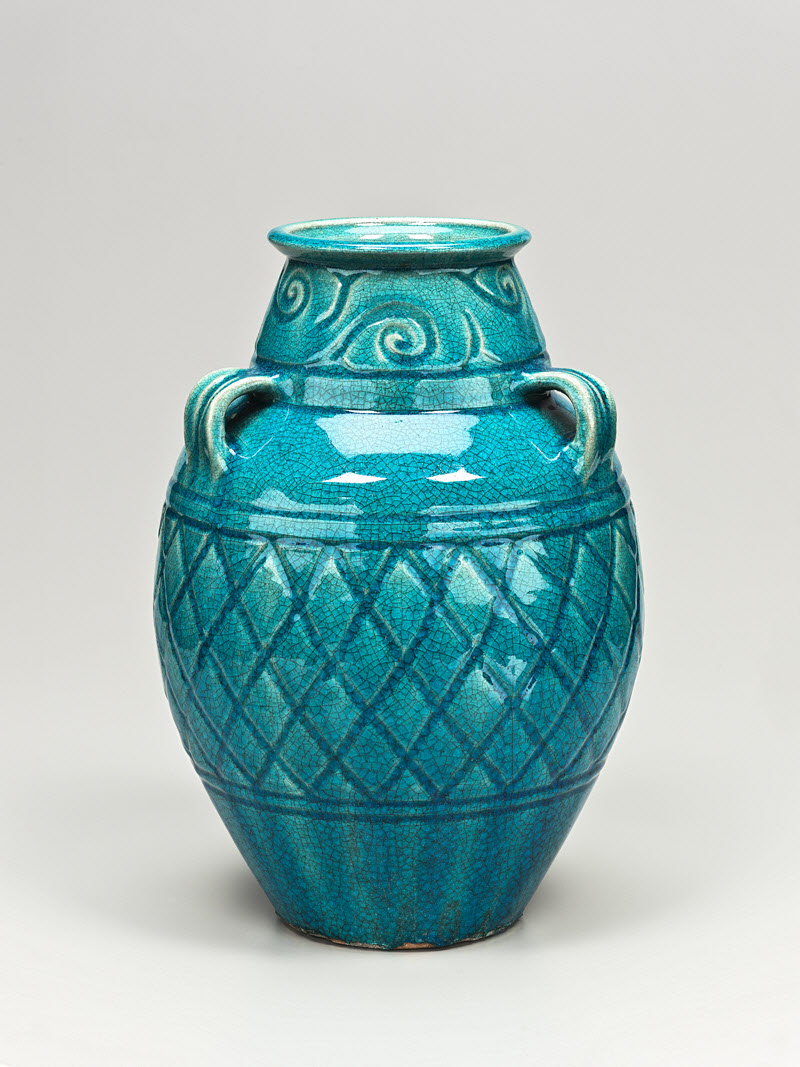
Vase de ca. 1920, Metropolitan Museum of Art (MET)
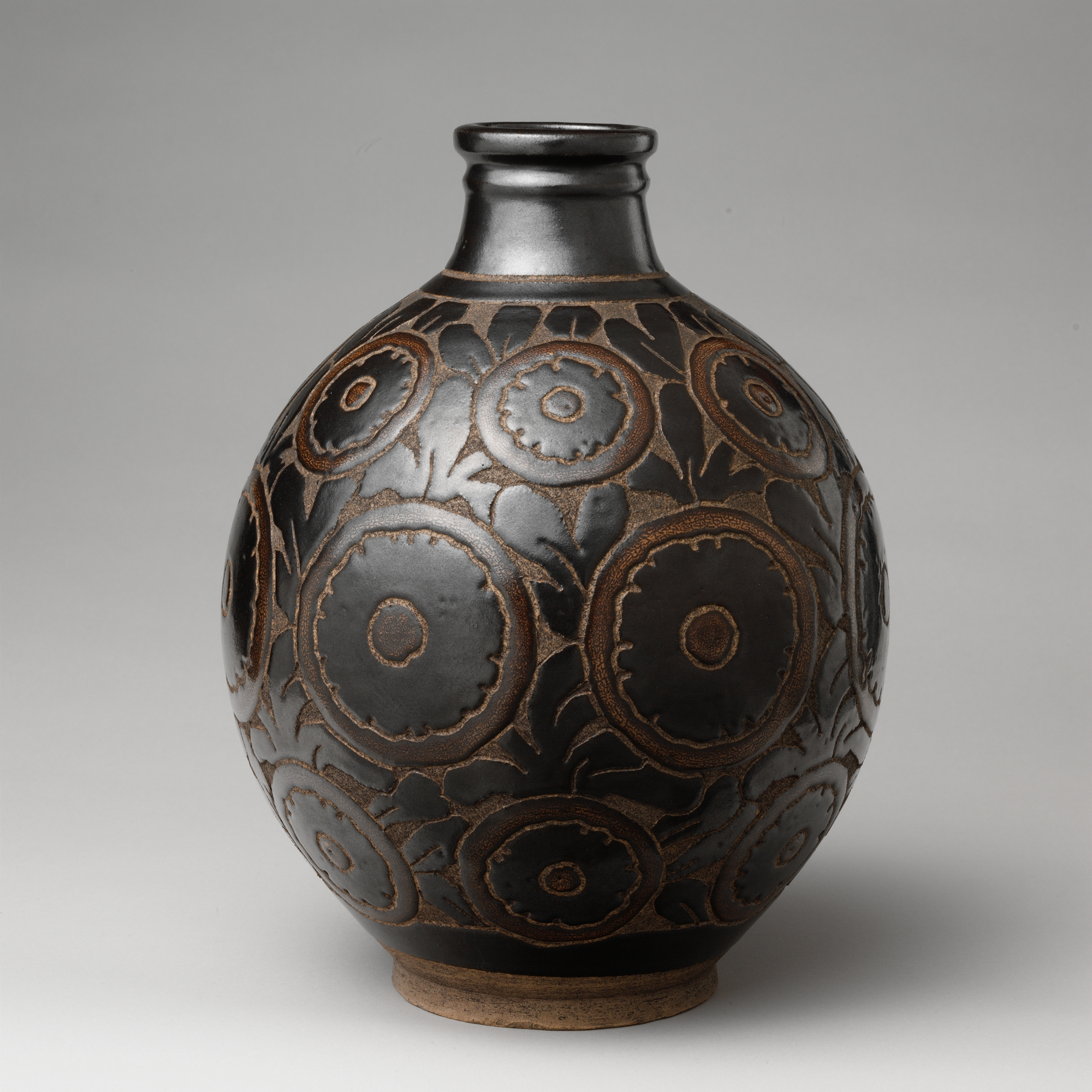
Vase de 1925, MET
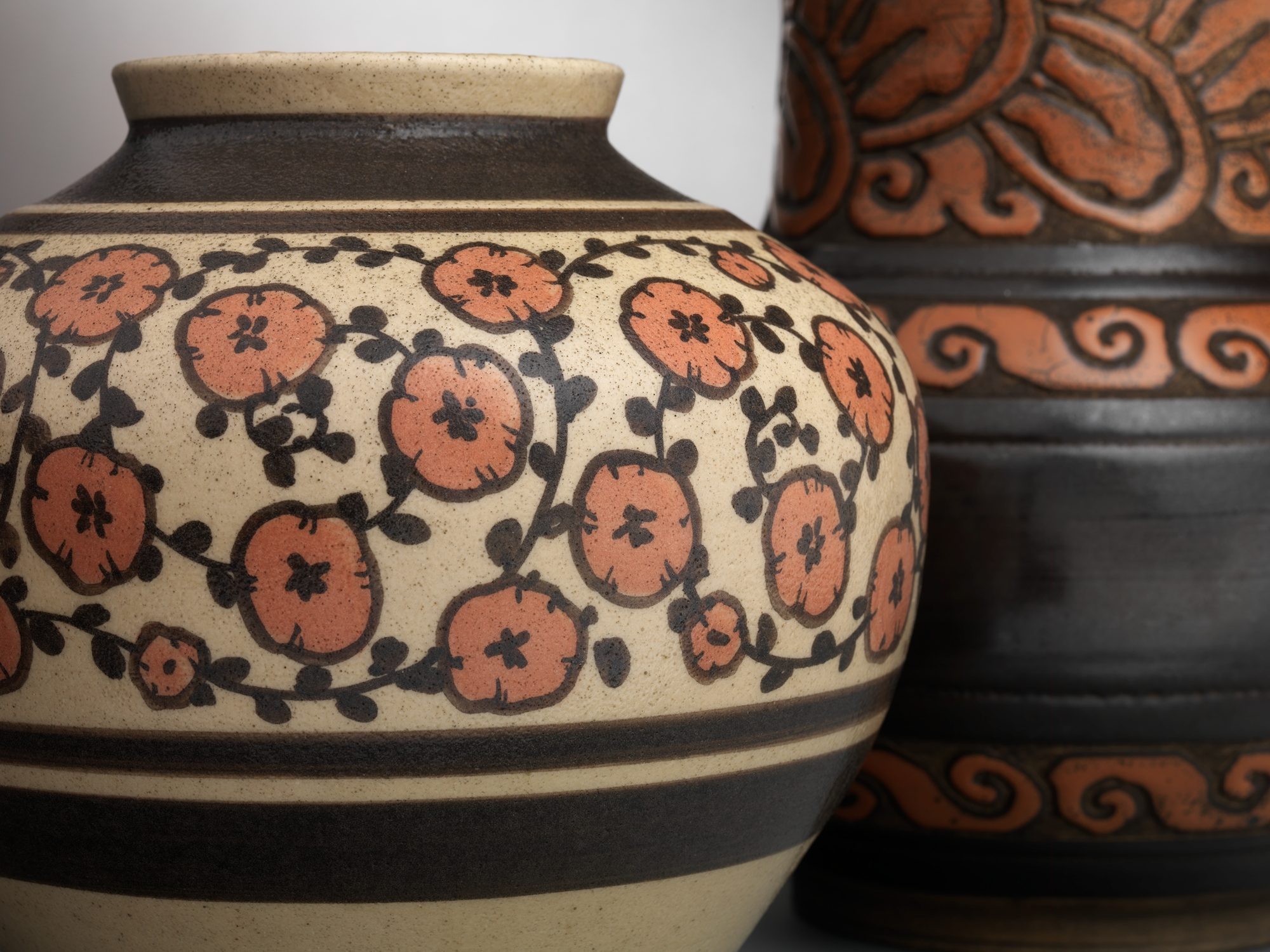
Vase de 1925, MET
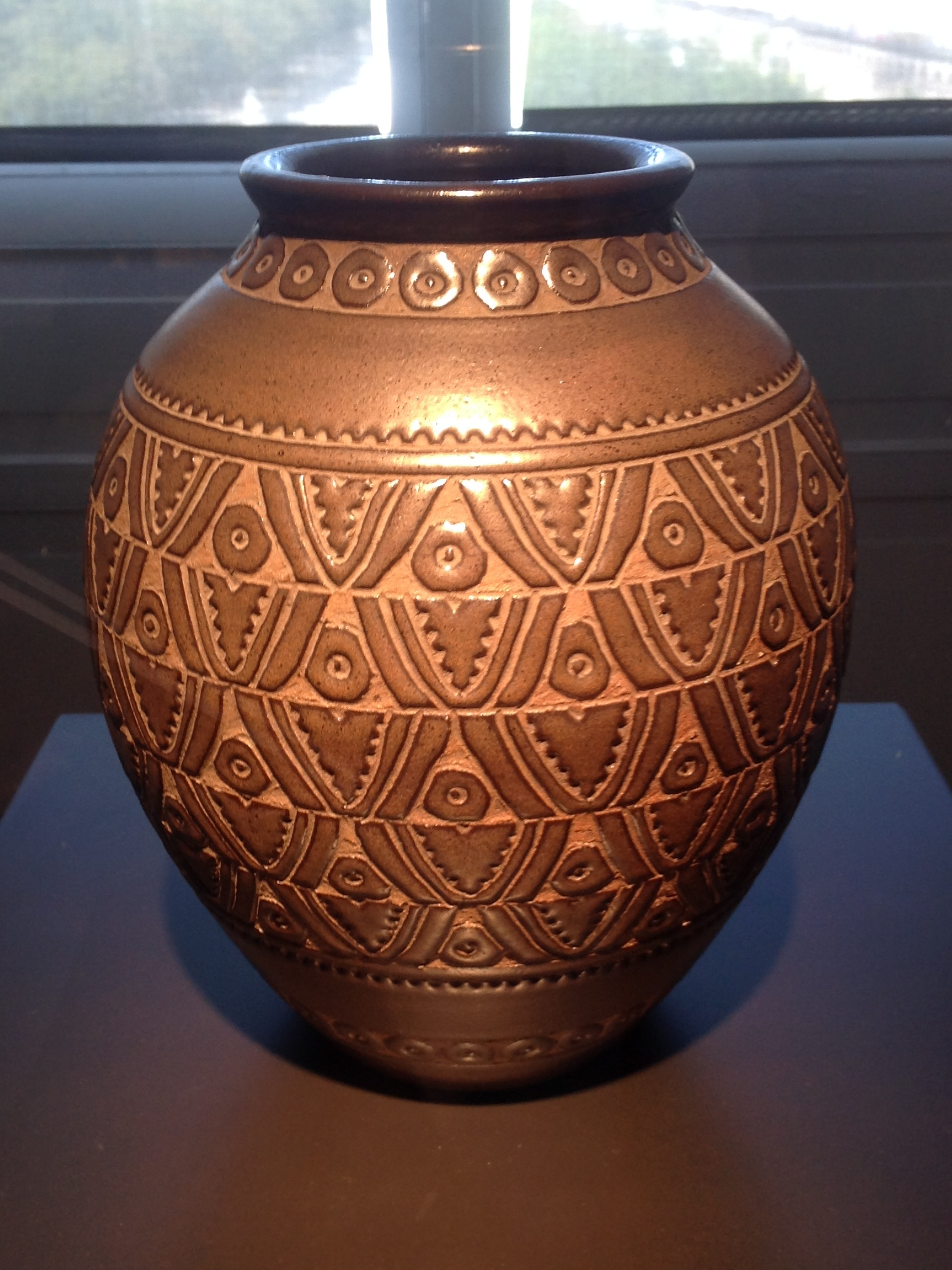
Vase de 1937, Musée des Arts Décoratifs

## Distinctions
Chevalier de la Légion d'honneur